# Pangkah Kulon
Pangkah Kulon is een bestuurslaag in het regentschap Gresik van de provincie Oost-Java, Indonesië. Pangkah Kulon telt 7394 inwoners (volkstelling 2010).